# Pavelkî, Andrușivka
Pavelkî (în ucraineană Павелки) este localitatea de reședință a comunei Pavelkî din raionul Andrușivka, regiunea Jîtomîr, Ucraina.
Localitatea face parte din regiunea istorică Volânia, iar după tratatul de pace de la Riga din 1921 a devenit parte a Uniunii Sovietice.

## Demografie
Componența lingvistică a localității Pavelkî
     Ucraineană (99,52%)
     Alte limbi (0,48%)
Conform recensământului din 2001, majoritatea populației localității Pavelkî era vorbitoare de ucraineană (99,52%), existând în minoritate și vorbitori de alte limbi.